# Dabas (distrikt)
Dabas (ungerska: Dabasi járás) är ett distrikt i Ungern. Det ligger i provinsen Pest, i den centrala delen av landet, 40 km sydost om huvudstaden Budapest.